# Nunataki Bazhova
Nunataki Bazhova är en nunatak i Antarktis. Den ligger i Östantarktis. Storbritannien gör anspråk på området. Toppen på Nunataki Bazhova är 1 353 meter över havet.
Terrängen runt Nunataki Bazhova är platt. Trakten är obefolkad. Det finns inga samhällen i närheten.